# Sanawad
Sanawad (o Sanavad) è una suddivisione dell'India, classificata come municipality, di 34.131 abitanti, situata nel distretto di Khargone, nello stato federato del Madhya Pradesh. In base al numero di abitanti la città rientra nella classe III (da 20.000 a 49.999 persone).

## Geografia fisica
La città è situata a 22° 10' 60 N e 76° 4' 0 E e ha un'altitudine di 177 m s.l.m..

## Società

### Evoluzione demografica
Al censimento del 2001 la popolazione di Sanawad assommava a 34.131 persone, delle quali 17.877 maschi e 16.254 femmine. I bambini di età inferiore o uguale ai sei anni assommavano a 4.738, dei quali 2.491 maschi e 2.247 femmine. Infine, coloro che erano in grado di saper almeno leggere e scrivere erano 23.588, dei quali 13.576 maschi e 10.012 femmine.